# Тихонович, Александр Яковлевич
Алекса́ндр Я́ковлевич Тихоно́вич (17 июля 1948 — 1 января 2017) — советский, российский и белорусский художник.

## Биография
В 1971 году окончил Белорусскую академию искусств.
Работал на киностудии Беларусьфильм в качестве художника-постановщика.
С 1977 по 1979 года стажировался в театре им. Евгения Вахтангова у И. Г. Сумбаташвили и в театре им. Моссовета у Э. Г. Стенберга.
Работал главным художником в Минском ТЮЗе, театре им. А. С. Пушкина (г. Ашхабад), театре им. Всеволода Вишневского (Латвия, г. Лиепая).
Лауреат выставки-конкурса «Золотая кисть-93» (премия Министерства культуры России).
На начало 2000-х годов оформил более 100 спектаклей, а также более 10 художественных фильмов.
Работы художника находятся в частных собраниях и музеях России, Австрии, Беларуси, Болгарии, Германии, Италии, Литвы, Македонии, Польши, США, Турции, Финляндии, Швейцарии, Чехии.

## Фильмография
художник
- 1971 — Запрос (короткометражный)
- 1973 — Весёлый калейдоскоп (новелла «Мой друг Кнопик, который знает всё»)
- 1973 — Красный агат (фильм «Антиквары»)
- 1974 — Неоткрытые острова
- 1975 — Гамлет Щигровского уезда
- 1990 — Покатигорошек (анимационный)
- 1991 — Красный остров
- 1993 — Супермен поневоле, или Эротический мутант
- 1994 — Будулай, которого не ждут

актёр
- 1991 — Красный остров
- 1992 — На тебя уповаю — священник
- 1994 — Третий не лишний — аниматор